# Fáskrúðsfjörður
Fáskrúðsfjörður (parfois appelé aussi Búðir) est une localité islandaise de la municipalité de Fjarðabyggð située sur un fjord à l'est de l'île, dans la région de l'Austurland. En 2013, le village comptait 654 habitants.

## Géographie

### Localisation
Fáskrúðsfjörður est situé à l'est de l'Islande, sur la côte nord du fjord du même nom, entre les fjords de Reyðarfjörður et Stöðvarfjörður.

### Localités limitrophes
| Reyðarfjörður  | Eskifjörður     |  |
|                | Fáskrúðsfjörður |  |
| Stöðvarfjörður |                 |  |

## Histoire

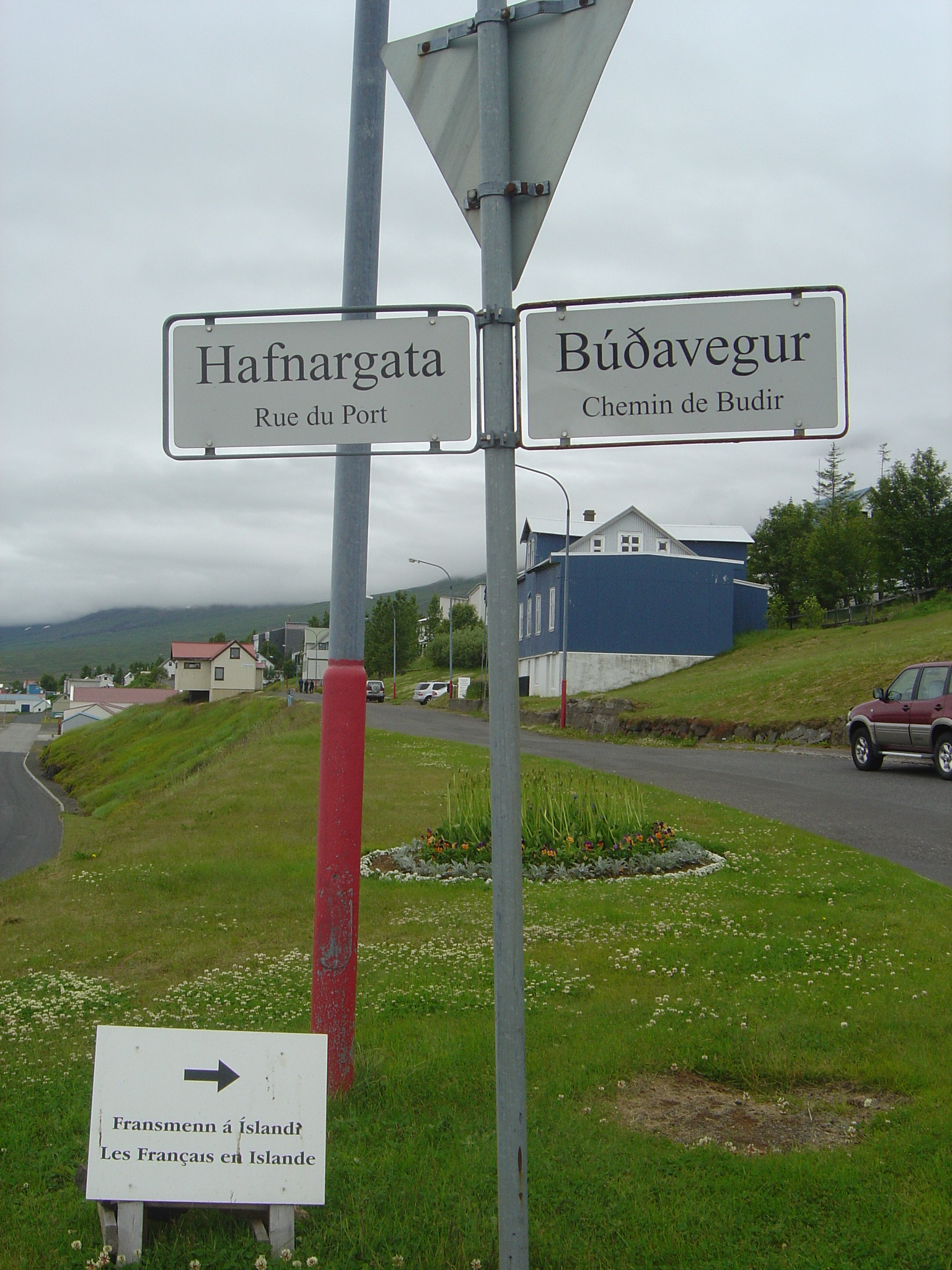
Signalisation bilingue à Fáskrúðsfjörður

Ce village accueillit des marins français venant pêcher sur les côtes islandaises sur une période allant du XIXe siècle jusqu'en 1914. Le village abrite un musée rappelant les liens franco-islandais locaux, les panneaux de signalisation sont inscrits en deux langues : français et islandais.
Entre 4 000 et 5 000 marins français pêchaient chaque hiver sur les bancs d'Islande.
Fáskrúðsfjörður était un fjord où les pécheurs français se donnaient rendez vous avec un navire ravitailleur venant directement de France, pour leur livrer du courrier, matériel, provision et du sel afin de poursuivre la campagne de pêche. Ce navire ravitailleur retournait le poisson de la première partie de pêche en France. Cette pratique fut interdite par la suite par les autorités danoises pour limiter la durée et les prises des goélettes lors de la campagne de pêche.

## Patrimoine local

### Hôpital français de Fáskrúðsfjörður
L'hôpital français fut fondé en 1903. 
De 1905 à 1912, l'équipe du médecin chef Georg Georgsson (Islandais), est assisté de Marie Baudet, infirmière et peintre française. 
À cette époque, il n'y avait pas d'infirmière capable de comprendre les marins malades ou mourants qui parlaient français ou breton. Ainsi les Français se mirent à collecter de l'argent pour créer leurs propres hôpitaux, à Laugarnes (1898), Landakot (1902), Reykjavik (1902), et aux îles Vestmann (1905-1906).
Marie Baudet infirmière de l'Hôpital Lariboisière de Paris parlait le français évidemment, le breton, l'islandais, le danois et l'anglais, accompagnée de trois jeunes infirmières et assistantes islandaises, en particulier lors de l'épidémie de typhoïde qui a sévi à Reykjavik à cette époque.
Quatre religieuses catholiques de Saint-Joseph sont venues avant la fin du XIXe siècle pour soigner les pêcheurs malades à bord des goélettes et les hospitaliser dans la vieille église de Landakot.
Les goélettes françaises se faisant de plus en plus rares, l’hôpital finit par cesser toute activité. En 1939 il fut transporté de l’autre côté du fjord pour y loger des pêcheurs. Lorsque la pêche cessa, l'hôpital fut laissé à l’abandon.
La restauration de l’hôpital français de Fáskrúðsfjörður est un projet en cours depuis quelques années, mais le premier pas concret a été franchi fin septembre 2009, lors des « Journées islandaises » à Gravelines, lorsque la ville de Gravelines, le village de Fáskrúðsfjörður, Minjavernd et l'Alliance française de Reykjavik  ont signé un accord pour mener à bien ce projet franco-islandais. Le 31 mai 2011, la ville de Paimpol s'est jointe au projet en signant un accord de coopération pour la restauration de l'ancien hôpital français.
Il s'agit de remettre l'hôpital  à son emplacement initial, le reconstruire entièrement et le rendre vivant à nouveau, restaurer l'ancienne maison du docteur et l'ancienne chapelle dédiée à la mémoire des pêcheurs morts lors des campagnes de pêche pendant des siècles. Ces bâtiments historiques vont dans le futur servir d'hôtel, de centre culturel français, il y aura des appartements pour des chercheurs et artistes français et la chapelle va retrouver son rôle initial, être un lieu sacré où les gens peuvent venir se recueillir.
Une fois le projet terminé il y aura non seulement un ensemble de bâtiments historiques formant le « quartier français » dans le fjord de Fáskrúðsfjörður qui lie les deux nations historiquement, mais aussi un centre culturel vivant qui peut permettre de développer encore les liens amicaux entre France et Islande.

### Cimetière français

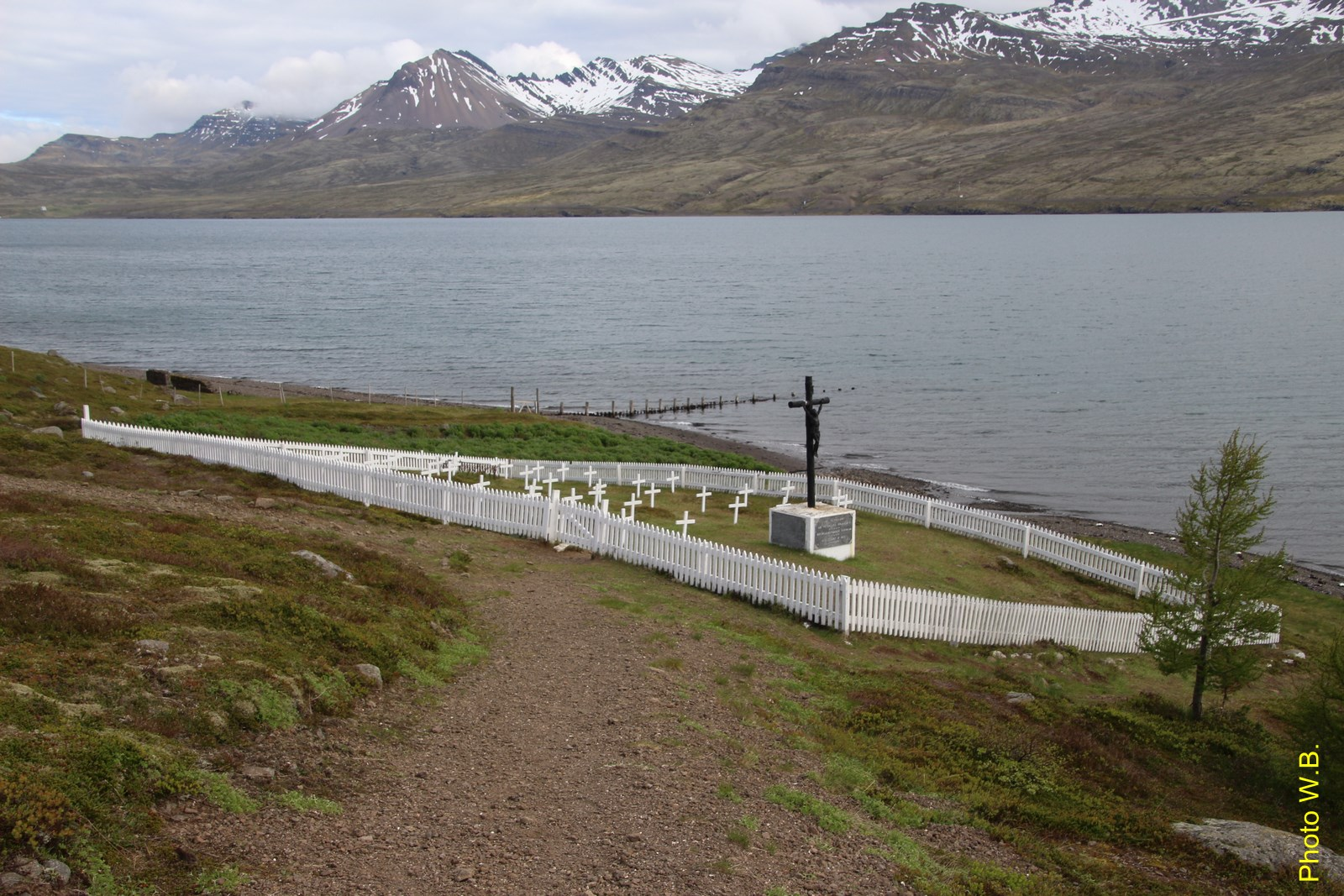
Cimetière français de Fáskrúðsfjörður

Le cimetière des Français morts en mer ou à l’hôpital de Fáskrúðsfjörður regroupe 49 tombes de marins français ou belges. Il est situé un peu à l’extérieur de la ville vers l’est, en contrebas de la route 955. 

## Administration
La commune de Fáskrúðsfjörður fait partie de la municipalité de Fjarðabyggð, avec les localités de Eskifjörður, Mjóifjörður, Neskaupstaður, Reyðarfjörður et Stöðvarfjörður.

### Jumelage
- Gravelines (France)

## Démographie
| Année      | 1991 | 1996 | 2001 | 2004 | 2005 | 2006 | 2007 | 2008 | 2011 | 2012 | 2013 |
| Population | 757  | 657  | 570  | 613  | 623  | 611  | 674  | 697  | 660  | 662  | 654  |

## Transports
Fáskrúðsfjörður est située à l'est de la Route 96, sur la route 955. L'ouverture du tunnel Fáskrúðsfjarðargöng en 2005, d'une longueur de 5850 mètres, permet de réduire la distance qui séparait Fáskrúðsfjörður du Nord du pays. 